# 210B busz (Budapest)
A budapesti 210B jelzésű autóbusz a XIII. kerületi Gyöngyösi utca metróállomás és Normafa, látogatóközpont között közlekedik, kizárólag hétvégente. A munkanapi időszakban a Svábhegyig rövidített útvonalon a 210-es busz jár. A viszonylatot a Budapesti Közlekedési Zrt. üzemelteti.

## Története
2023. május 1-jén indult a Belváros és a Svábhegy kapcsolatának javítása érdekében.

## Útvonala
A Gyöngyösi utca és a Királyhágó utca között a 105-ös, utána a Normafáig a 212-es busszal megegyező az útvonala.
| Normafa, látogatóközpont felé |
| Gyöngyösi utca M vá. – Gyöngyösi utca – Násznagy utca – Fiastyúk utca – Béke utca – Béke tér – Lehel utca – Róbert Károly körút – Vágány utca – Dózsa György út – Hősök tere – Andrássy út – József Attila utca – Széchenyi István tér – Lánchíd – Clark Ádám tér – Alagút – Alagút utca – Mészáros utca – Győző utca – Márvány utca – Királyhágó utca – Királyhágó tér – Orbánhegyi út – Szent Orbán tér – Istenhegyi út – Költő utca – Diana utca – Eötvös út – Normafa, látogatóközpont vá.                         |
| Gyöngyösi utca metróállomás felé |
| Normafa, látogatóközpont vá. – Eötvös út – Hollós út – Mátyás király út – Költő utca – Istenhegyi út – Szent Orbán tér – Orbánhegyi út – Királyhágó tér – Ugocsa utca – Márvány utca – Győző utca – Mészáros utca – Alagút utca – Alagút – Clark Ádám tér – Lánchíd – Széchenyi István tér – József Attila utca – Andrássy út – Hősök tere – Dózsa György út – Lehel utca – Béke tér – Béke utca – Fiastyúk utca – Násznagy utca – Gyöngyösi utca – Madarász Viktor utca – Babér utca – Váci út – Gyöngyösi utca M vá. |

## Megállóhelyei
Az átszállási kapcsolatok között a Gyöngyösi utca metróállomás és a Királyhágó tér között azonos útvonalon közlekedő 105-ös busz, valamint a Svábhegyig párhuzamosan de hétköznapokon közlekedő 210-es busz nincs feltüntetve.
| 0  | Gyöngyösi utca M végállomás         | 53 | 15                                  |
| 1  | Cziffra György park                 | 51 | 120                                 |
| 2  | József Attila tér                   | 49 |                                     |
| 3  | Násznagy utca                       | 48 |                                     |
| 5  | Fiastyúk utca                       | 47 | 14                                  |
| 7  | Frangepán utca                      | 45 | 14                                  |
| 8  | Béke tér                            | 44 | 14 32                               |
| 10 | Lehel utca / Róbert Károly körút    | 43 | 1, 14                               |
| ∫  | Hun utca                            | 41 | 14                                  |
| ∫  | Lehel utca / Dózsa György út        | 40 | 14 75, 79                           |
| 11 | Vágány utca / Róbert Károly körút   | ∫  | 1 20E, 30, 30A, 32, 230             |
| 13 | Vágány utca / Dózsa György út       | 39 | 75, 79 30, 30A, 230                 |
| 15 | Hősök tere M                        | 37 | 72, 75, 79 20E, 30, 30A, 230        |
| 17 | Bajza utca M                        | 35 |                                     |
| 18 | Kodály körönd M                     | 34 |                                     |
| 19 | Vörösmarty utca M                   | 33 | 73, 76                              |
| 21 | Oktogon M                           | 32 | 4, 6                                |
| 22 | Opera M                             | 30 | 70, 78                              |
| 23 | Bajcsy-Zsilinszky út M              | 29 | 72 9                                |
| 24 | Deák Ferenc tér M                   | 28 | 47, 48, 49 72 9, 16, 100E, 178, 216 |
| 25 | Hild tér (↓) József nádor tér (↑)   | 26 | 15, 16, 178, 216                    |
| 26 | Széchenyi István tér                | 25 | 2, 2B, 23 16, 178, 216              |
| 28 | Clark Ádám tér                      | 23 | Budavári sikló 19, 41 16, 178, 216  |
| 30 | Krisztina tér                       | 21 | 56A 5, 16, 178, 216                 |
| 31 | Ág utca                             | 19 | 178                                 |
| 32 | Győri út                            | 17 |                                     |
| 33 | Királyhágó utca                     | 16 | 17, 61 139, 140, 140A               |
| 35 | Királyhágó tér                      | 14 | 59, 59A 102, 212                    |
| 36 | Galántai utca                       | 12 | 212                                 |
| 37 | Szent Orbán tér                     | 11 | 21, 102, 112, 212, 221              |
| 38 | Pethényi út                         | 10 | 21, 212, 221                        |
| 39 | Nógrádi utca                        | 9  | 21, 212, 221                        |
| 40 | Óra út                              | 8  | 21, 212, 221                        |
| 41 | Istenhegyi lejtő                    | 7  | 21, 212, 221                        |
| 42 | Adonis utca                         | 6  | 60 21, 212, 221                     |
| 43 | Városkút                            | 5  | 60 21, 212, 221                     |
| 44 | Svábhegy                            | 4  | 60 21, 212, 221                     |
| 46 | Ordas út                            | 2  | 21, 212, 221                        |
| 46 | Őzike köz                           | 1  | 21, 212, 221                        |
| 47 | Fülemile út                         | 1  | 21, 212, 221                        |
| 48 | Normafa, Gyermekvasút               | 0  | Gyermekvasút 21, 212, 221           |
| 49 | Normafa, látogatóközpont végállomás | 0  | 21, 212, 221                        |